# Tobogan als Jocs Olímpics d'hivern de 2006
Als Jocs Olímpics d'Hivern de 2006 celebrats a la ciutat de Torí (Itàlia) es disputaren dues proves de tobogan, una en categoria masculina i una altra en categoria femenina.
La prova es disputà entre els dies 16 i 17 de febrer de 2006 a les instal·lacions de Cesana Pariol.

## Comitès participants
Hi participaren un total de 42 corredeors, entre ells 27 homes i 15 dones, de 21 comitès nacionals diferents.
| - Alemanya (4) - Austràlia (2) - Àustria (2) - Bermudes (1) - Canadà (5) - Corea del Sud (1) |  | - Croàcia (1) - Estats Units (4) - França (1) - Irlanda (1) - Itàlia (2) |  | - Japó (3) - Letònia (1) - Líban (1) - Noruega (1) - Nova Zelanda (2) |  | - Polònia (1) - Regne Unit (3) - Rússia (2) - Sud-àfrica (1) - Suïssa (3) |

## Resum de medalles

### Categoria masculina
| Prova           | Or          | Argent    | Bronze        |
| Tobogan Detalls | Duff Gibson | Jeff Pain | Gregor Stähli |

### Categoria femenina
| Prova           | Or                  | Argent         | Bronze                |
| Tobogan Detalls | Maya Pedersen-Bieri | Shelley Rudman | Mellisa Hollingsworth |

## Medaller
| Posició | País       | Or | Argent | Bronze | Total |
| 1       | Canadà     | 1  | 1      | 1      | 3     |
| 2       | Suïssa     | 1  | 0      | 1      | 2     |
| 3       | Regne Unit | 0  | 1      | 0      | 1     |
|         |            |    |        |        |       |
| Total   | Total      | 2  | 2      | 2      | 6     |